# Edwin Godee

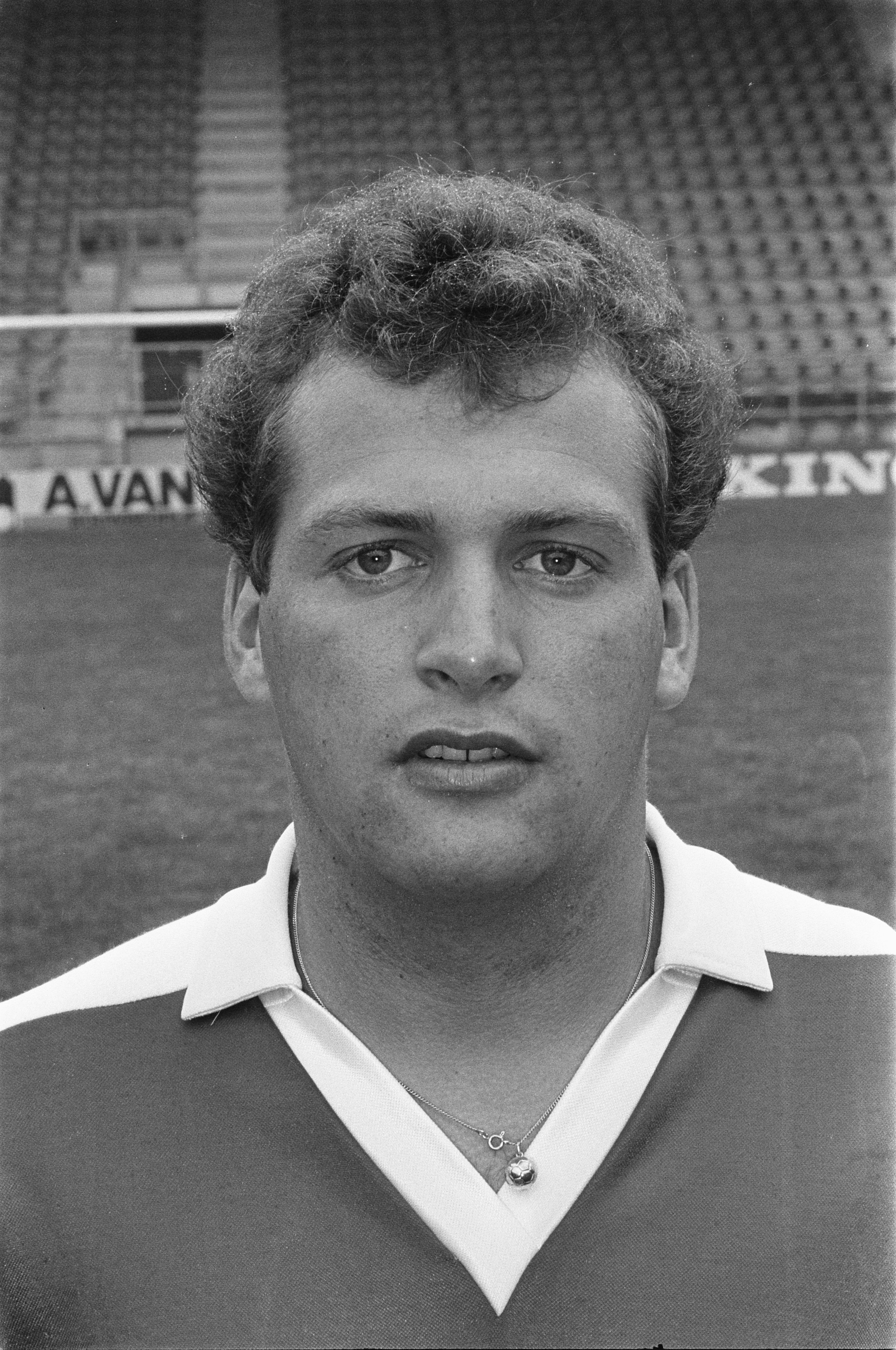
Edwin Godee

Edwin Godee (Utrecht, 26 september 1964) is een Nederlands oud-profvoetballer die als linksbenige speler voornamelijk achter de spits of links op het middenveld uitkwam. Bij Ajax in 1982/83 en 1983/84 en bij Fc Utrecht in 1984/85 was Godee linksback. Samen met Ulrich Wilson was Godee reserve voor linksback Peter Boeve. Godee won in het seizoen 1984/1985 met FC Utrecht de KNVB beker.

## Sportieve loopbaan
Godee begon met voetballen bij de E-pupillen van Elinkwijk en bleef er tot en met de A1. Hij was er ploeggenoot van onder meer Marco van Basten, die even na hem ook naar Ajax werd gehaald. Op het WK onder 20 in Mexico 1983 speelden ze opnieuw samen. Na zijn profloopbaan keerde Godee nog enkele jaren als actief voetballer terug bij Elinkwijk.
Godee kwam uit voor het Nederlands elftal voor 14/15-jarigen, voor 16/17-jarigen en voor Jong Oranje. Met FC Utrecht speelde hij in 1985 twee wedstrijden in de Europa Cup II, tegen Dynamo Kiev (2-1 winst en 4-1 verlies).
Godees zoon Joey debuteerde in het seizoen 2008/2009 in het profvoetbal, bij Sparta.
Godee woont nog steeds in zijn geboortestad en handelt nu in tweedehands spullen.

## Overzicht clubs
| Seizoen  | Club            | Competitie     | Wedstrijden | Doelpunten |
| -------- | --------------- | -------------- | ----------- | ---------- |
| 1982-'84 | Ajax            | Eredivisie     | 3           | 1          |
| 1984-'86 | FC Utrecht      | Eredivisie     | 59          | 2          |
| 1986-'87 | Willem II       | Eerste divisie | 36          | 4          |
| 1987-'91 | Willem II       | Eredivisie     | 122         | 18         |
| 1991-'92 | De Graafschap   | Eredivisie     | 30          | 6          |
| 1992-'95 | De Graafschap   | Eerste divisie | 82          | 14         |
| 1995-'99 | De Graafschap   | Eredivisie     | 117         | 14         |
| 1999-'01 | Heracles Almelo | Eerste divisie | 50          | 8          |

## Erelijst
FC Utrecht
- KNVB beker

1985